# Si sente dire in giro
Si sente dire in giro è l'ottavo album in studio di Andrea Mingardi, pubblicato nel 1990.

## Tracce
1. Fa' una cosa giusta
2. Affari di cuore
3. Vedi...vedi
4. La media del sei
5. Sono straimpegnato
6. Si sente dire in giro
7. Raggio di luce
8. Paura di volare
9. Stringimi
10. Tutti fuori
11. Corri ragazzo (CD bonus)
12. Siamo soli al mondo (CD bonus)

## Formazione
- Andrea Mingardi – voce
- Ares Tavolazzi – basso
- Ellade Bandini – batteria
- Maurizio Tirelli – tastiera, sintetizzatore
- Steve N'Buti - percussioni
- Paolo Gianolio – chitarra
- Carlo Piazza – violino
- Lucia Pastorini – violino
- Sarah Pelosi – violino
- Marco Tamburini – tromba
- Roberto Rossi – trombone
- James Thompson – sax, cori
- Piero Odorici – sax
- Arthur Miles, Dave Srb, Emanuela Cortesi – cori